# The Planet Smashers
I Planet Smashers sono un gruppo musicale ska canadese di Montréal fondato nel 1994.

## Storia
Sin dagli inizi sono stati al centro della scena musicale della loro città. Durante il periodo della third wave of ska, crebbero sino a raggiungere il successo nazionale ed internazionale con susseguenti tour negli Stati Uniti, in Europa e Giappone. 
Il membro fondatore Matt Collyer ha contribuito anche alla fondazione della casa discografica Stomp Records nel 1994, contribuendo alla nascita di molte band ska e ska punk, inclusi i The Kingpins sempre da Montreal, oltre che i The Flatliners, The Know How, and Bedouin Soundclash. 
La loro musica è stata utilizzata nella serie giapponese Catman, nella radio canadese Radio Free Roscoe e nel programma televisivo MTV's Undergrads. I testi dei Planet Smashers spesso affrontano argomenti come l'amore, il divertimento e le feste condite dall'utilizzo di un umorismo in stile tongue-in-cheek.

## Formazione
- Matt Collyer (chitarra, voce)
- Dave Cooper (basso, corista)
- Patrick Taylor (trombone, corista)
- Alexandre Fecteau (sassofonista, corista, tastiera)
- Scott Russell (batteria)

## Discografia
- Mixed Messages (2014)
- Descent Into the Valley of the Planet Smashers (2011)
- Unstoppable (2005)
- TEN (2004) (DVD)
- Mighty (2003)
- Fabricated (2002) (compilation)
- No Self Control (2001)
- Smash Hits (1999) (compilation)
- Life of the Party (1999)
- Attack of The Planet Smashers (1997)
- Inflate to 45 RPM (1995) (vinyl)
- The Planet Smashers (1995)
- Meet The Planet Smashers (1994) (demo)

## Videography
- Tear It Up (2014)
- Descent Into the Valley of the Planet Smashers (2011)
- Bullets to the Ground (2005)
- Raise Your Glass (2005)
- J'aime Ta Femme (I Like Your Girl) (2003)
- Explosive (2003)
- Blind (2001)
- Wish I Were American (2001)
- Fabricated (2001)
- Hey Hey (2001)
- Surfing In Tofino (1999)
- Super Orgy Porno Party (1999)
- Too Much Attitude (1999)
- Change (1998)
- My Decision (1997)
- Mission Aborted (1995)